# Tom Browne
Tom Browne (Queens, 30 oktober 1954) is een Amerikaans jazztrompettist die bekendheid verwierf door zijn vroege werk met Sonny Fortune en zijn twee grote hits in 1980 en 1981, "Funkin' for Jamaica (N.Y.)" en "Thighs High (Grip Your Hips and Move)".

## Levensloop
Browne speelde oorspronkelijk alleen piano, waarop hij al vanaf 11-jarige leeftijd lessen volgde. Later leerde hij ook omgaan met de trompet. Op 21-jarige leeftijd speelde Browne zijn eerste officiële concert, van de Amerikaanse componist Weldon Irvine. Rond die tijd leerde hij Sonny Fortune en Lonnie Smith kennen, met wie hij ging samenspelen. Later ontmoette hij Dave Grusin en Larry Rosen bij GRP Records. Via Arista Records werd Browne gecontracteerd bij GRP Records door Grusin en Rosen en in 1979 bracht hij zijn instrumentale jazzalbum uit, "Browne Sugar". Zijn echte doorbraak kwam echter twee jaar later met zijn zelfgeschreven nummer "Funkin' for Jamaica (N.Y.)", dat verscheen op zijn tweede album, "Love Approach". De single stond vier weken lang op nummer 1 bij de Billboard-lijst en was ook een hit in het Verenigd Koninkrijk.
Brownes volgende album, "Yours Truly", verscheen in 1981, nog steeds in samenwerking met Grusin en Rosen. Hierna verscheen al snel, in hetzelfde jaar, zijn volgende album genaamd "Magic". Dit album bevatte het nummer "Thighs High (Grip Your Hips And Move)", dat #4 bij Billboard bereikte. Met zijn volgende album ging Browne iets verder en maakte hij een nummer in electro-jazzstijl, "Rockin' Radio". Dit (gelijknamige) album bevatte tevens het laatste nummer dat Browne zou maken in samenwerking met GRP Records.
In 1984 maakte hij het laatste album in samenwerking met Arista Records, "Tommy Gun", waarbij Siedah Garrett optrad als leadzangeres. Ook nam hij met Fuse One, een band met jazzmusici, het album "Ice" op.

## Albums
- Browne Sugar (1979)
- Love Approach (1979)
- Magic (1981)
- Yours Truly (1981)
- Rockin' Radio (1983)
- Tommy Gun (1984)
- No Longer I (1988)
- Mo' Jamaica Funk (1994)
- Another Shade of Browne (1996)
- R 'N' Browne (1999)

## NPO Radio 2 Top 2000
| Nummer met noteringen in de NPO Radio 2 Top 2000 | '99  | '00  | '01  | '02  | '03  | '04  | '05 | '06  | '07  | '08  | '09-'11 | '12  | '13  | '14  | '15  |
| ------------------------------------------------ | ---- | ---- | ---- | ---- | ---- | ---- | --- | ---- | ---- | ---- | ------- | ---- | ---- | ---- | ---- |
| Funkin' for Jamaica (N.Y.)                       | 1080 | 1495 | 1641 | 1807 | 1694 | 1536 | -   | 1991 | 1225 | 1726 | -       | 1948 | 1710 | 1835 | 1969 |

1. ↑  Een '-' betekent dat het nummer niet was genoteerd en een vetgedrukt getal geeft de hoogste notering aan.
2. ↑  Deze tabel is bijgewerkt tot en met de laatste editie (2024).

- Biblioteca Nacional de España: XX1775353
- Bibliothèque nationale de France: cb13891895s (data)
- Gemeinsame Normdatei: 134338162
- International Standard Name Identifier: 0000 0000 5513 6942
- Library of Congress Control Number: n94103841
- MusicBrainz: 2b2596a1-089b-47ee-9aad-0587da08383a
- Système universitaire de documentation: 154082740
- Virtual International Authority File: 24786544
- WorldCat: E39PBJmHMhp4fkfDk3R98wPfbd